# أييوس سبيريدون (أرتا)
أييوس سبيريدون (Άγιος Σπυρίδων) هي مدينة في أرتا في مقاطعة كينتريكي إلادا في اليونان.
يبلغ عدد سكانها حوالي 1189   نسمة.